# Hideki Mutō

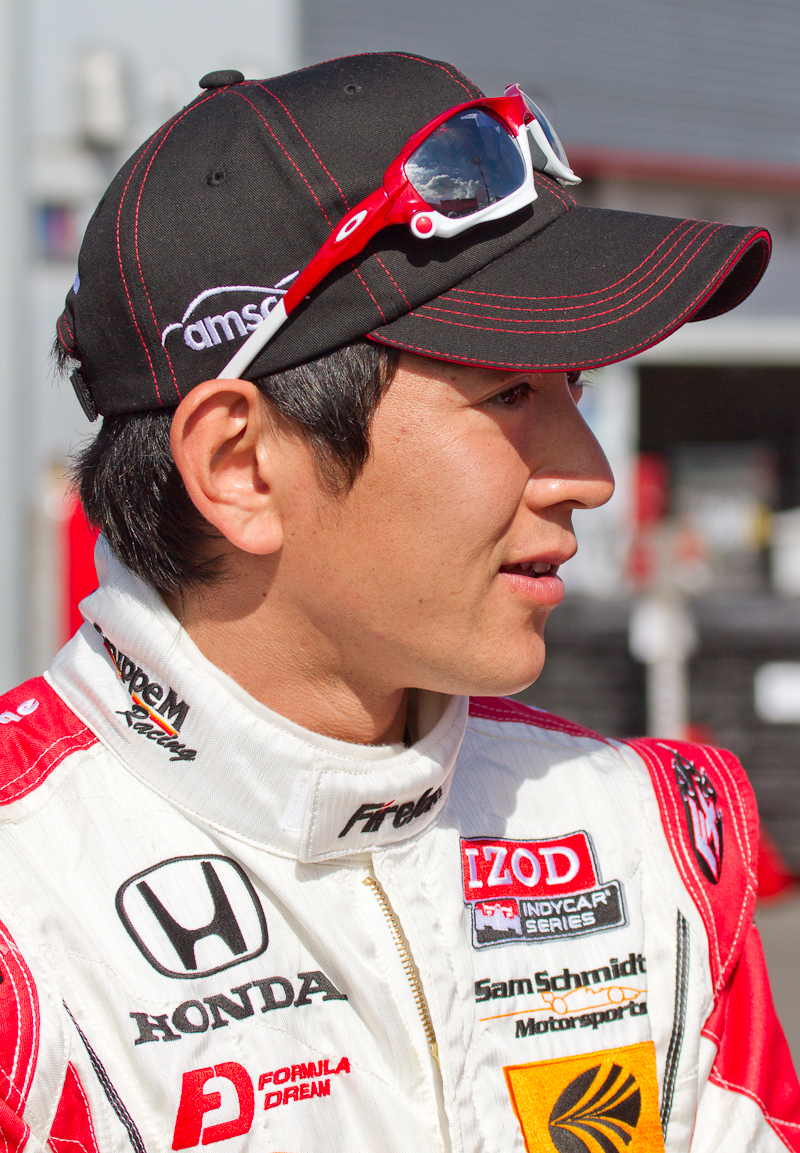
Hideki Mutō 2011

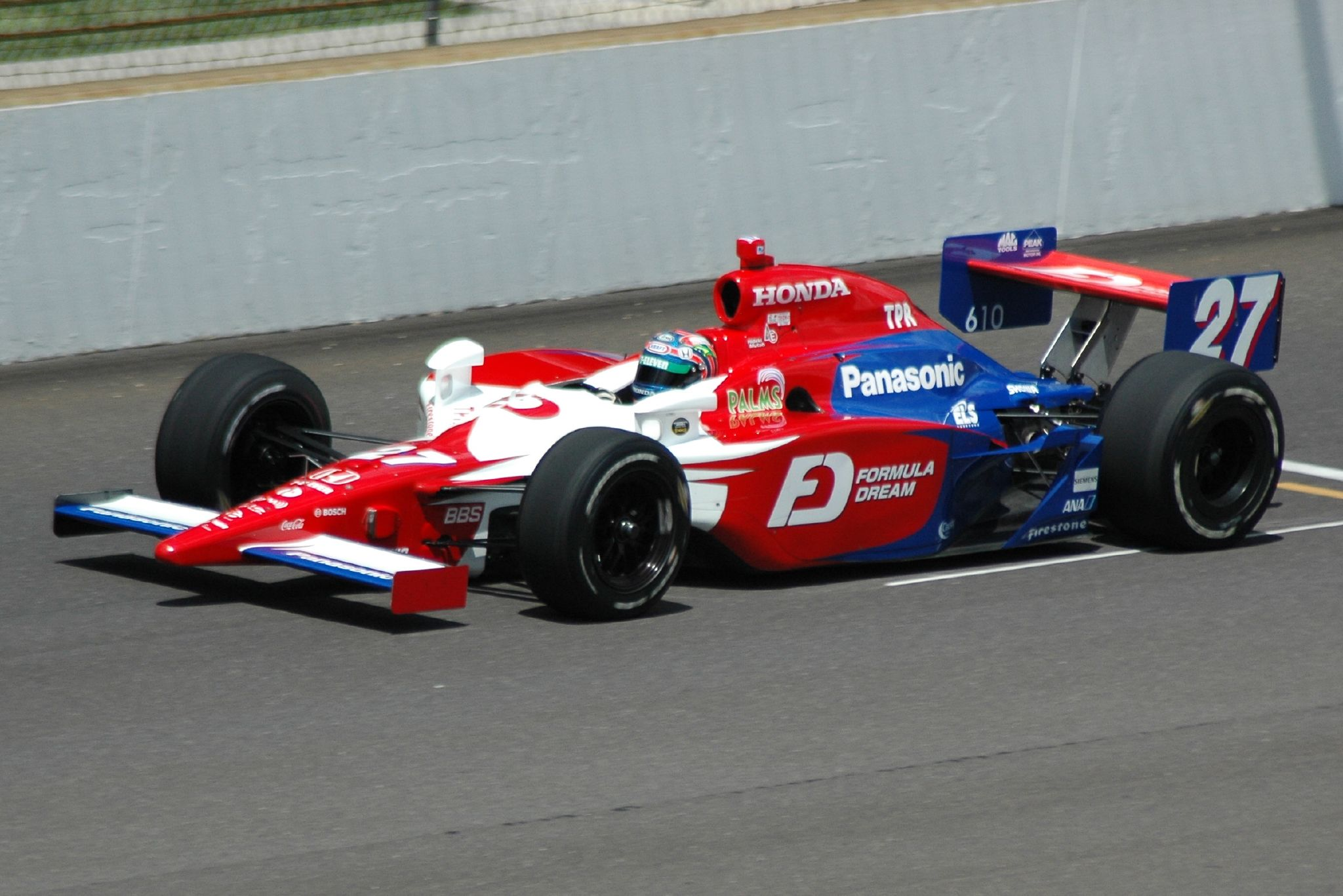
2008 fuhr Mutoh in der IndyCar Series für Andretti Green Racing

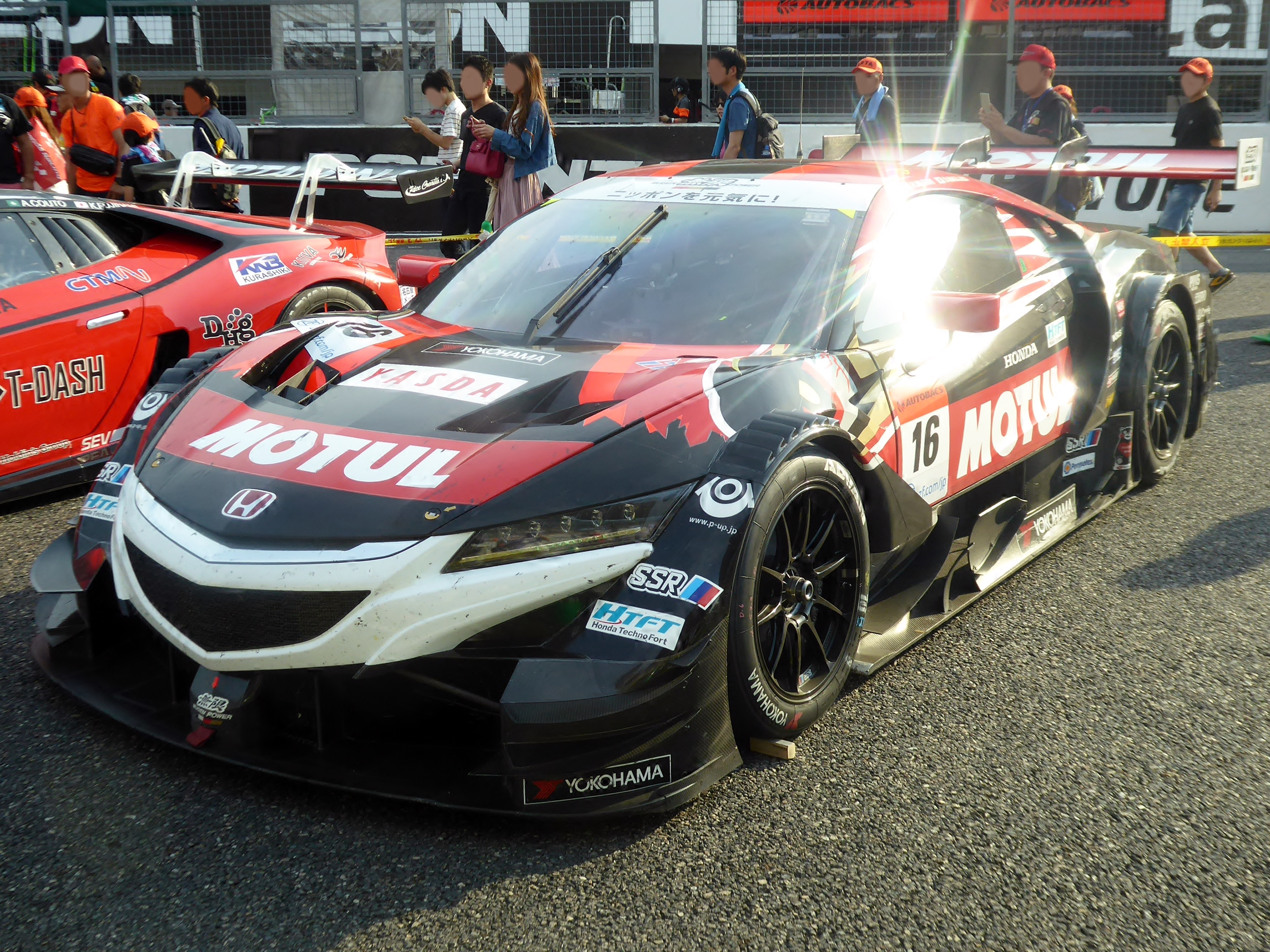
Der Honda NSX von Hideki Mutō aus der Super GT 2019

Hideki Mutō (jap. 武藤 英紀, Mutō Hideki; * 6. Oktober 1982 in Chūō, Tokio, Japan) ist ein japanischer Automobilrennfahrer. Er tritt seit 2007 unter dem Namen Hideki Mutoh an. Von 2007 bis 2011 war er in der IndyCar Series aktiv. Seine beste IndyCar-Platzierung war ein zweiter Platz. In der Gesamtwertung war der zehnte Rang sein bestes Resultat.

## Karriere
Mutō begann seine Motorsportkarriere 1996 im Kartsport. 1998 wechselte der Japaner nach Europa und trat zunächst in der Formel-Vauxhall-Winterserie an. 1999 startete er in der regulären Meisterschaft und wurde Zehnter. 2000 wechselte Mutō für zwei Jahre in die britische Formel Ford. Nachdem er in seiner ersten Saison Zwölfter geworden war, belegte er 2001 den 19. Gesamtrang. Außerdem trat er 2001 in der europäischen Formel Ford an und belegte den dritten Platz in dieser Meisterschaft.
2002 kehrte Mutō nach Asien zurück und trat in der Formel Dream an. Nachdem er in seiner ersten Saison den Vizemeistertitel erzielt hatte, sicherte er sich in seiner zweiten Saison mit 8 Siegen aus 11 Rennen den Meistertitel dieser Serie. 2004 wechselte er in die japanische Formel-3-Meisterschaft und beendete die Saison mit zwei Podest-Platzierungen auf dem neunten Gesamtrang. 2005 blieb er in dieser Serie und verbesserte sich mit drei Siegen auf den dritten Gesamtrang hinter dem Meister João Paulo de Oliveira und Kazuki Nakajima. 2006 wechselte der Japaner in die Formel Nippon. Während sein Teamkollege Loïc Duval den vierten Platz in der Fahrerwertung erzielte, holte Mutō nur einen Punkt und beendete die Saison auf Platz 14. Parallel startete er in der Super GT und belegte mit einem Sieg den elften Gesamtrang.
2007 wechselte der Japaner nach Nordamerika und trat in der IRL Pro Series unter dem Namen Hideki Mutoh für Panther Racing an. Mutoh gewann zwei Rennen und musste sich am Saisonende nur dem Meister Alex Lloyd geschlagen geben. Beim Rennen in Joliet trat er nicht in der IRL Pro Series, sondern in der IndyCar Series an. Auf Anhieb erzielte er die schnellste Runde und beendete das Rennen auf dem achten Platz. In der Gesamtwertung wurde er 25. 2008 wechselte er zu Andretti Green Racing, wo er den in die NASCAR-Serie abgewanderten Meister Dario Franchitti ersetzte. Mutoh beendete einige Rennen unter den besten zehn Piloten und erzielte als Zweiter in Newton die bis dahin beste Platzierung eines Japaners in der IndyCar Series. Die Saison beendete er als bester Neueinsteiger auf dem zehnten Gesamtrang. 2009 blieb Mutoh bei Andretti Green Racing. Er konnte an die Leistungen aus der Vorsaison anknüpfen und erzielte mit einem dritten Platz erneut in Newton sein bestes Ergebnis. Am Ende der Saison belegte er den elften Gesamtrang.
2010 verließ Mutoh Andretti Green Racing, nachdem er in den beiden Saisons jeweils der schlechteste Stammfahrer des Teams gewesen war, und wechselte zu Newman/Haas/Lanigan Racing. Doch das einstige Top-Team konnte in dieser Saison nicht an frühere Erfolge anknüpfen. Nach einigen Rennen verließ zudem Mitbesitzer Mike Lanigan das Team, dessen Name anschließend zurück in Newman/Haas Racing geändert wurde. Der ehemalige Stammfahrer Graham Rahal musste das Team nach dem Verlust seines Sponsors vorübergehend verlassen und kam nur in der zweiten Saisonhälfte zum Einsatz. Somit war Mutoh die halbe Saison der einzige Fahrer des Teams. Ohne eine Platzierung unter den ersten zehn Piloten erzielt zu haben, belegte Mutoh den 18. Gesamtrang.
2011 kehrte Mutoh nach Japan zurück. Im Formelsport absolvierte er dort vier Rennen in Motegi. Dreimal trat er dort in der Formel Nippon, einmal in der IndyCar-Series an.
Mit dem Ablauf der Saison 2011 verließ er die nordamerikanische Motorsportszene und startet seither in der Super GT.

## Statistik

### Karrierestationen
| - 1996–1997: Kartsport - 1998: Formel-Vauxhall-Winterserie - 1999: Formel Vauxhall (Platz 10) - 2000: Britische Formel Ford (Platz 12) - 2001: Britische Formel Ford (Platz 19) - 2001: Europäische Formel Ford (Platz 3) - 2002: Formel Dream (Platz 2) | - 2003: Formel Dream (Meister) - 2004: Japanische Formel 3 (Platz 9) - 2005: Japanische Formel 3 (Platz 3) - 2006: Formel Nippon (Platz 14) - 2006: Super GT (Platz 11) - 2007: IRL Pro Series (Platz 2) - 2007: IndyCar Series (Platz 25) | - 2008: IndyCar Series (Platz 10) - 2009: IndyCar Series (Platz 11) - 2010: IndyCar Series (Platz 18) - 2011: Super GT (Platz 15) - 2011: Formel Nippon (Platz 15) - 2011: IndyCar Series (Platz 43) |

### Einzelergebnisse in der IndyCar Series
| Saison | Team                                          | 1      | 2      | 3       | 4       | 5      | 6       | 7      | 8      | 9      | 10     | 11     | 12     | 13     | 14     | 15     | 16     | 17     | 18     | 19     | Punkte | Rang |
| ------ | --------------------------------------------- | ------ | ------ | ------- | ------- | ------ | ------- | ------ | ------ | ------ | ------ | ------ | ------ | ------ | ------ | ------ | ------ | ------ | ------ | ------ | ------ | ---- |
| 2007   | Panther Racing                                | HMS    | STP    | MOT     | KAN     | INDY   | MIL     | TXS    | IOW    | RIR    | WGL    | NSH    | MDO    | MIS    | KTY    | SNM    | DET    | CHI 8  |        |        | 24     | 25.  |
| 2008   | Andretti Green Racing                         | HMS 24 | STP 6  | MOT1 11 | LBH1    | KAN 6  | INDY 7  | MIL 12 | TXS 6  | IOW 2  | RIR 13 | WGL 9  | NSH 14 | MDO 9  | EDM 27 | KTY 18 | SNM 13 | DET 11 | CHI 22 | SRF2 8 | 346    | 10.  |
| 2009   | Andretti Green Racing                         | STP 15 | LBH 20 | KAN 8   | INDY 10 | MIL 8  | TXS 21  | IOW 3  | RIR 4  | WGL 18 | TOR 12 | EDM 14 | KTY 13 | MDO 5  | SNM 5  | CHI 23 | MOT 14 | HMS 6  |        |        | 353    | 11.  |
| 2010   | Newman/Haas/Lanigan Racing Newman/Haas Racing | SAO 20 | STP 14 | ALA 15  | LBH 13  | KAN 23 | INDY 28 | TXS 12 | IOW 20 | WGL 12 | TOR 12 | EDM 17 | MDO 18 | SNM 17 | CHI 13 | KTY 17 | MOT 14 | HMS 20 |        |        | 250    | 18.  |
| 2011   | Sam Schmidt Motorsports                       | STP    | ALA    | LBH     | SAO     | INDY   | TXS1    | TXS2   | MIL    | IOW    | TOR    | EDM    | MDO    | NHA    | SNM    | BAL    | MOT 18 | KTY    | LSV    |        | 12     | 43.  |

(Legende)
1 Die Rennen fanden am selben Tag statt.
2 Es wurden keine Punkte vergeben.